# Selenga

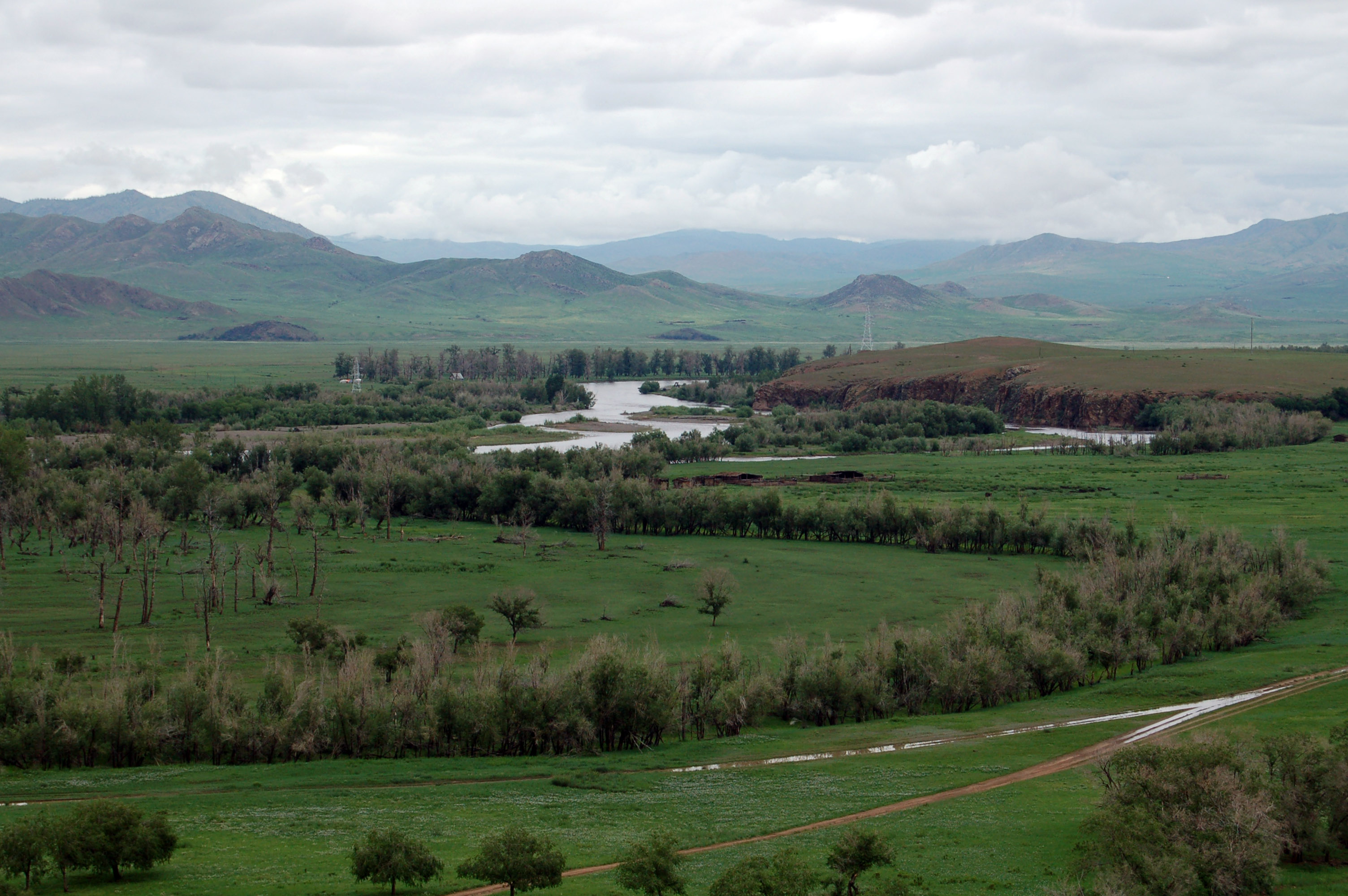
Selenga in der Chöwsgöl-Aimag

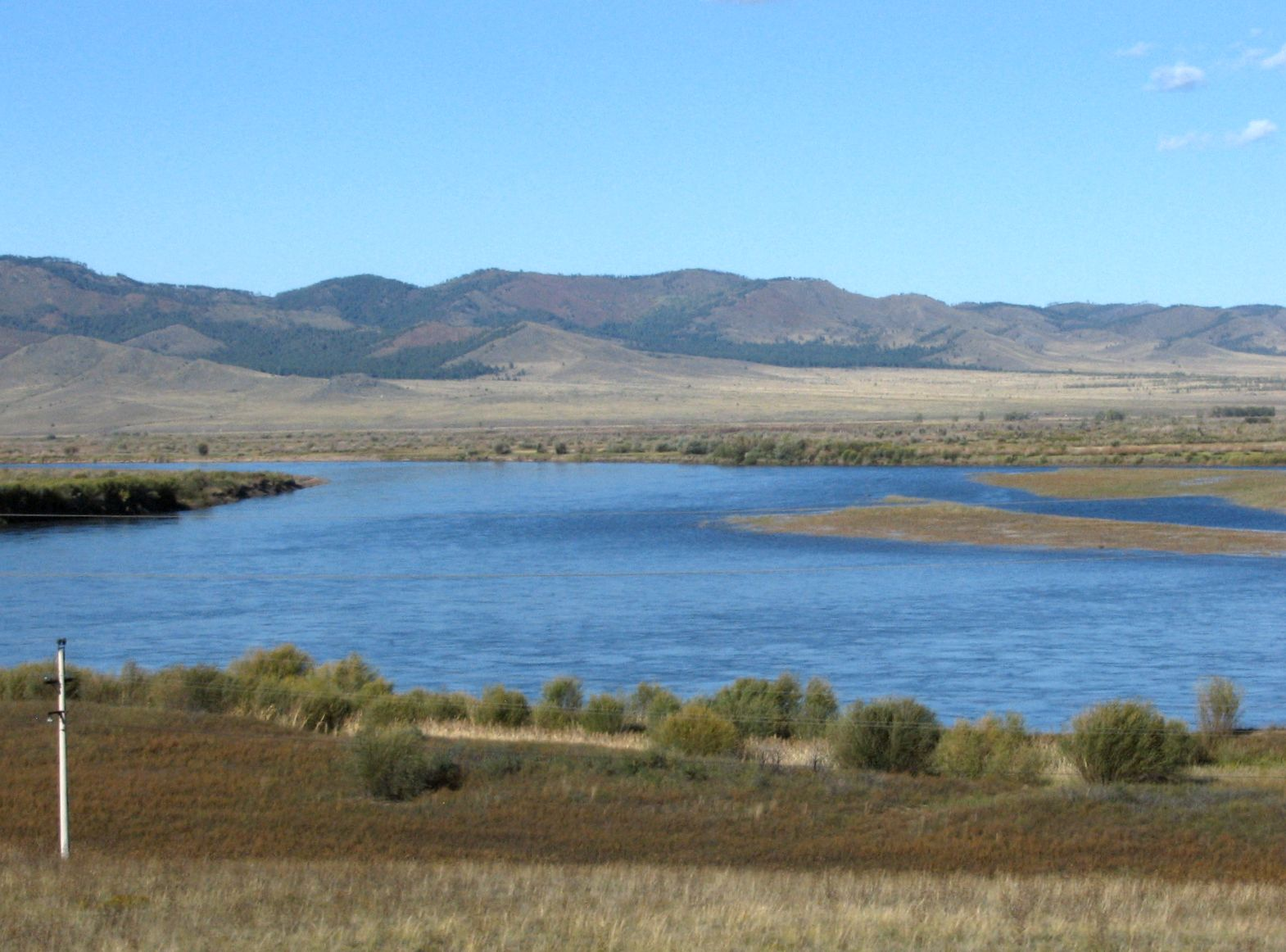
Selenga etwa 100 bis 200 km von der russischen Grenze

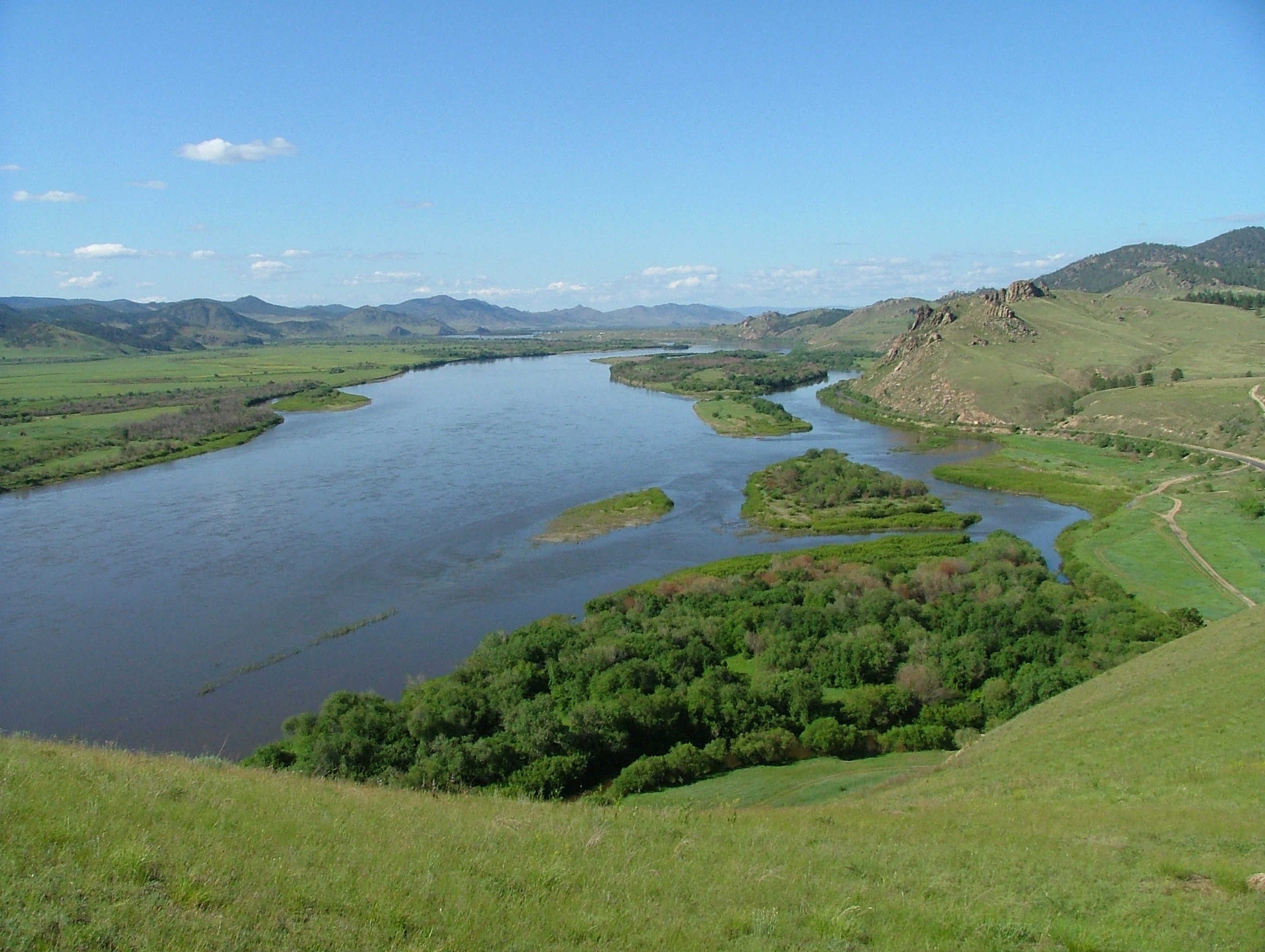
Blick vom Schamanenfelsen (; knapp 40 km südsüdwestlich von Ulan-Ude) nordnordostwärts in das Selengatal

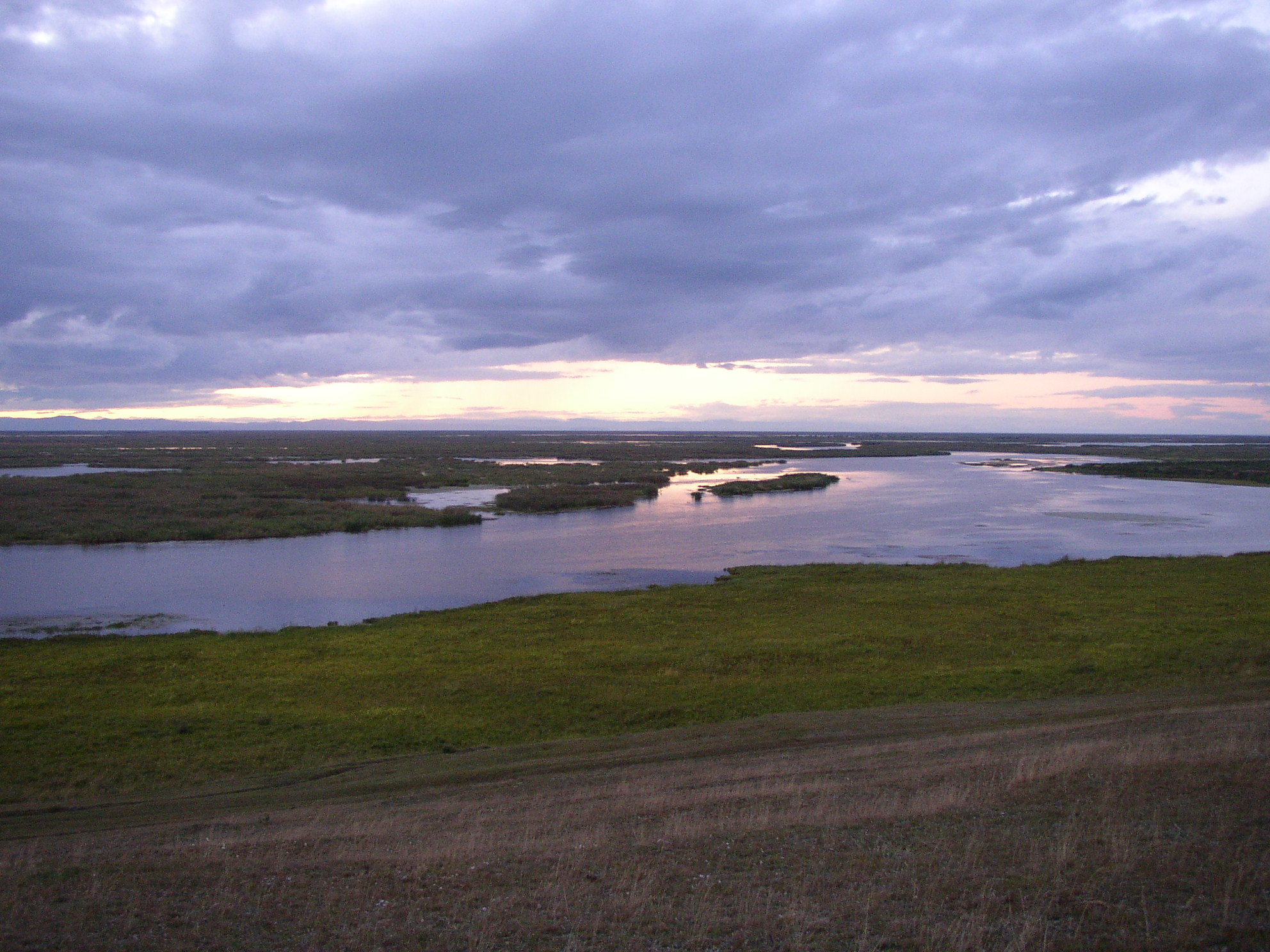
Selenga-Mündungsdelta

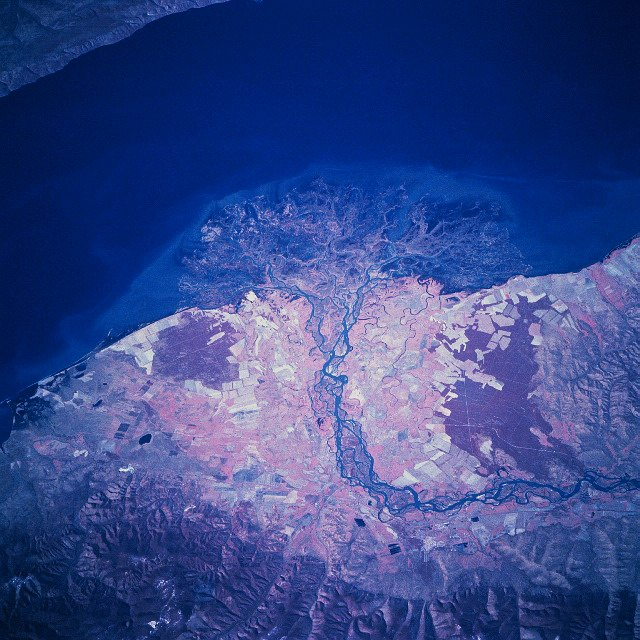
Satellitenfoto: Selenga-Mündungsdelta

Der Fluss Selenga bzw. Selenge (mongolisch Сэлэнгэ Selenge, russisch Селенга Selenga) entsteht in der Mongolei aus dem Zusammenfluss von Ider und Delger mörön und fließt nach Russland. Er ist mit etwa 1024 km Länge der weitaus längste und mit einem mittleren Abfluss (MQ) von rund 935 m³/s der wasserreichste Zufluss des Baikalsees (Innerasien). Hydrologisch ist er damit der eigentliche Oberlauf der Angara.
Mit rund 615 km Fließstrecke innerhalb der Mongolei ist er der fünftlängste Fluss des Landes, die restlichen 409 km liegen in Russland. Zusammen mit dem 452 km langen Quellflusses Ider ergibt sich eine Länge von 1476 km.

## Geographie

### Verlauf
Die Selenga entsteht in der Nordmongolei im Südteil des Chöwsgöl-Aimags rund 375 Kilometer südwestlich der Südwestecke des Baikalsees und etwa 150 Kilometer (jeweils Luftlinie) nördlich des Zentrums des Changai-Gebirges. Ihr Ursprung ist der auf etwa 1176 m Höhe gelegene Zusammenfluss der von Süden kommenden Ider, etwa 1,5 km nach Einfluss des Tschuluut Gol, und des von Nordwesten kommenden Delgermörön, rund 9,5 km nach Einmündung des Bügsiin.
Die Selenga fließt in überwiegend ostnordöstlicher Richtung in einem teilweise 20 bis 25 Kilometer breiten Tal durch den Norden der Mongolei. Der Flusslauf ist besonders im Bereich von Binnendeltas stark verzweigt.
Zunächst fließt die Selenga ostnordostwärts, dann, zwischen Ich-Uul (1058 m) und Chutag-Öndör, nach Osten. Entlang des folgenden Abschnitts, an dem auch Selenge (ebenfalls im Bulgan-Aimag) und, am Flussarm Selengiin-Taturaga, Dsüünbüren, sowie Süchbaatar (beide im Selenge-Aimag) liegen, erheben sich im Norden das Buteliin-Gebirge und im Süden das Burengiin-Gebirge. Oberhalb der Ortschaft Selenge mündet aus Nordwesten der wasserreiche Egiin Gol ein, der vom Chöwsgöl-See aus kaum berührtem, bewaldetem Gebiet kommt und für sein noch stabiles Taimen-Vorkommen (größte Lachsfisch-Art) bekannt ist.
Unterhalb von Süchbaatar mündet als weitaus längster Nebenfluss der von Süden kommende Orchon, er erreicht über seinen Nebenfluss Tuul eine Länge von rund 1580 km. Fortan wird der Fluss in Richtung Norden abschnittsweise von der aus dem Orchontal kommenden Transmongolischen Eisenbahn begleitet.
Nach 615 Kilometern Fließstrecke in der Mongolei quert die Selenga unterhalb von Süchbaatar die Staatsgrenze und verläuft weitere 409 Kilometer durch die russische Republik Burjatien.
Vorbei an Nauschki fließt die Selenga nordnordostwärts nach Choronchoi, wonach vor Ust-Kjachta die erste Brücke der Transmongolischen Eisenbahn über den Fluss führt. Weiter nördlich, nach Einmünden von Dschida und Temnik etwa von Westen, verlässt die Eisenbahnstrecke den Fluss vorübergehend, um entlang des einige Kilometer westlich der Selenga gelegenen Gusinojesees zu verlaufen. Nach Einmünden des von diesem See kommenden Bajan und dem von Süden heran fließenden Tschikoi passiert der Fluss Nowoselenginsk.
Etwas weiter nordnordöstlich münden Chilok von Süden und Orongoi von Westen ein, wonach die Transmongolische Eisenbahn wieder entlang des Flusses verläuft. Anschließend passiert die Selenga unterhalb von Gansurino einen „Schamanenfelsen“, und etwas weiter nördlich führt bei Kardon eine weitere Brücke der Eisenbahnstrecke über den Fluss.
Weiter nordöstlich erreicht die Selenga mit der Großstadt Ulan-Ude die größte Stadt am Fluss, wo die Transmongolische Eisenbahn den Fluss verlässt und Anschluss an die den Fluss fortan begleitende Transsibirische Eisenbahn hat. In der Stadt mündet aus Richtung Osten die Uda ein.
Danach fließt die Selenga zwischen den Gebirgen Chamar-Daban im Westen und Ulan-Burgasy im Nordosten, wo die Transsibirische Eisenbahn kreuzt, erst nach Norden, um dann bei Tataurowo nach Westen und beim Verlassen beider Gebirge bei Selenginsk nach Nordwesten abzuknicken; dabei verlässt die Eisenbahnstrecke den Fluss in Richtung Westen.
Einige Kilometer unterhalb von Selenginsk teilt sich die Selenga am Beginn ihres Mündungsdeltas in zahlreiche Flussarme unterschiedlicher Größe und erreicht dann den Südwestteil des auf etwa 456 m Höhe gelegenen Baikalsees.

### Selenga-Mündungsdelta
Das etwa 680 km² große Selenga-Mündungsdelta, das am Südufer des Baikalsees liegt, hat sich aufgrund der reichen Sedimentfracht des Flusses im Lauf von Jahrmillionen rund 15 km in den See vorgeschoben, wobei die Deltaschüttung eine Mächtigkeit von 870 Metern erreicht.
Das Delta ist Rast- und Brutplatz sowie Ort der Futtersuche für zahlreiche Wasservogelarten. Im Frühjahr und Herbst finden sich dort zwischen 4 und 7 Millionen Zugvögel ein, die hier Fische, Krebse, Insekten und anderes Getier fangen. Dazu gehören Fischadler, Kaiseradler, Nonnenkraniche, Gluckenten, Kiebitze, Rohrdommeln, Silbermöwen, Schwäne, Sperlinge und Störche (darunter Schwarzstörche). Außerdem leben am und im Delta die seltene Baikalrobbe, die Kleinkrebsart Epischura und der lachsähnliche Omul, der nur im Baikalsee und in an den See anschließenden Gewässern vorkommt. Zudem laicht in der Selenga der Baikal-Stör.

### Einzugsgebiet, Quell- und Zuflüsse

#### Einzugsgebiet
Das Einzugsgebiet der Selenga ist 447.060 km² groß, davon liegen 299.000 km² in der Mongolei und 148.060 km² in Russland; es umfasst über 80 % des Baikalsee-Einzugsgebiets. Das meiste Wasser (54 %) erhält sie aus dem russischen Teil. Besonders im Teil-Einzugsgebiet des Orchon liegt der wirtschaftliche Kernraum der Mongolei, in dem auf etwa 19 % der Staatsfläche rund 67 % der Bevölkerung lebt.

#### Quellflüsse
Die Quellflüsse der Selenga sind – mit Länge und mittlerem Abfluss (MQ):
Mongolei:
- Delgermörön – linker und nordwestlicher Quellfluss (445 km, 33 m³/s)
- Ider – längster, rechter bzw. südwestlicher Quellfluss (452 km, 57 m³/s)

#### Zuflüsse
Zu den Zuflüssen der Selenga gehören – mit (wenn bekannt) Länge und mittlerem Abfluss (MQ) – flussabwärts betrachtet:
Mongolei:
- Dsulegtiin – linker und nordnordwestlicher Zufluss
- Chanui – rechter und südlicher Zufluss
- Altatyn – rechter und südlicher Zufluss
- Egiin – linker bzw. nordwestlicher Zufluss (535 km, über 100 m³/s)
- Orchon – rechter und südlicher Zufluss (1124 km, 96 m³/s)

Russland:
- Dschida – linker und westlicher Zufluss (567 km, 74 m³/s)
- Temnik – linker und westlicher Zufluss
- Bajan – linker und nordwestlicher Zufluss
- Tschikoi – rechter und südöstlicher Zufluss (769 km, 274 m³/s)
- Chilok – rechter und südöstlicher Zufluss (840 km, 98 m³/s)
- Orongoi – linker und westlicher Zufluss
- Uda – rechter und östlicher Zufluss (467 km, 67 m³/s)
- Itantscha – rechter und nordöstlicher Zufluss

### Ortschaften
An bzw. nahe der Selenga liegen unter anderem diese Ortschaften – flussabwärts betrachtet:
Mongolei:
- Ich-Uul in der Chöwsgöl-Aimag
- Chutag-Öndör in der Bulgan-Aimag
- Selenge in der Bulgan-Aimag
- Dsüünbüren in der Selenge-Aimag
- Süchbaatar in der Selenge-Aimag – hauptsächlich am Unterlauf des Zuflusses Orchon

Russland (alle in der Republik Burjatien):
| - Nauschki - Zagan-Ussun - Choronchoi - Ust-Kjachta - Sarubino - Selenduma | - Nowoselenginsk - Staroselenginsk - Gansurino - Kardon - Schaluty - Nischni Sajantui | - Saretschny - Ulan-Ude - Tataurowo - Selenginsk - Kabansk |

| Durchschnittlicher Abfluss (m³/s) am Pegel bei Kabansk (1978 bis 1997) |

## Eisgang, Abflussregime und Schiffbarkeit
Von November bis April oder Mitte Mai ist die Selenga von Eis bedeckt. Die lange Vereisung bedingt ein stark schwankendes Abflussregime mit Abflussspitzen in der Zeit der Schneeschmelze. So beträgt bei Ust-Kjachta die durchschnittliche Wasserführung im Februar 107 m³/s und 2203 m³/s im August. Im Jahresmittel liegt der Abfluss (MQ) bei 933,814 m³/s. Ab Süchbaatar ist die Selenga schiffbar.

## Geschichte und Erforschung
In rund 750.000 Jahre alten Ablagerungen wurde von E. I. Beliajewa im Jahr 1966 in Tologoi (Burjatien, Russland) an der Selenga die Gattung Coelodonta tologoijensis als schlanker Vorläufer des Wollnashorns erstmals nachgewiesen.
An der Selenga gibt es mit der Iwolginsker Ringwallsiedlung eine wichtige Fundstätte der Xiōngnú, einem Stammesbund aus Reiternomaden, der dort zwischen dem 3. Jahrhundert v. Chr. und dem 4. Jahrhundert n. Chr. lebte. An ihrem Unterlauf befand sich einst das Siedlungsgebiet der Merkiten (12. bis 13. Jahrhundert), ein mongolischer Stamm aus der Epoche von Dschingis Khan. Zudem siedelte ursprünglich die frühe türkische Stammeskonföderation Oghusen an der Selenga.
Der polnisch-russische Geograph, Geologe, Paläontologe und Forschungsreisende Iwan Tscherski (1845–1892), der baikalabwärts zum Beispiel auch das Einzugsgebiet der Angara erforschte, untersuchte von 1881 bis 1882 auch die Gebiete von Selenga und Unterer Tunguska.